# Takamasa Kitagawa

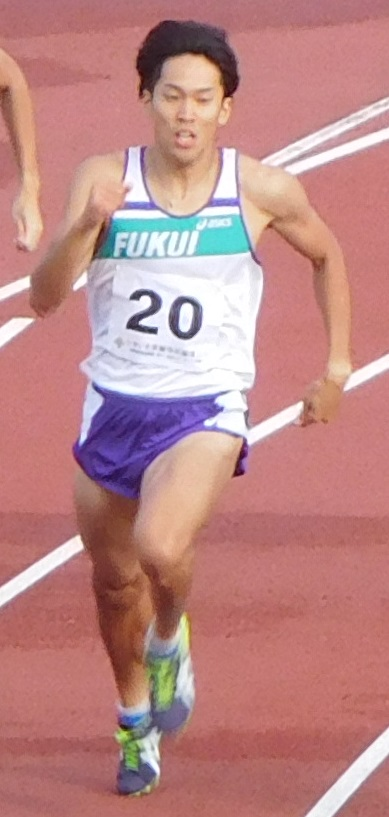
Takamasa Kitagawa, 2019

Takamasa Kitagawa (jap. 北川 貴理, Kitagawa Takamasa; * 5. September 1996) ist ein japanischer Sprinter, der sich auf den 400-Meter-Lauf spezialisiert hat.
Beim Leichtathletik-Continentalcup 2014 in Marrakesch wurde er in der 4-mal-400-Meter-Staffel mit dem asiatisch-pazifischen Team Vierter.
2015 wurde er bei den Leichtathletik-Asienmeisterschaften Fünfter über 400 Meter Fünfter und gewann in der Staffel Bronze. Mit der japanischen 4-mal-400-Meter-Stafette holte er Silber bei der Universiade in Gwangju und schied bei den Leichtathletik-Weltmeisterschaften in Peking im Vorlauf aus. Bei den Olympischen Spielen 2016 in Rio de Janeiro schied er mit der Staffel ebenfalls in der Vorrunde aus.
Seine persönliche Bestzeit von 45,52 s stellte er am 27. Juni 2015 in Niigata auf.
Kitagawa begann 2015 ein Studium an der Juntendo-Universität.